# May Belfort
May Belfort, née Egan vers 1873 en Irlande et morte en mars 1929 à Santa Barbara, est une chanteuse de cabaret, danseuse et actrice irlandaise. Elle se produit d'abord à Londres, puis dans les cafés-concerts de Paris dans les années 1890, où elle se lie à d'autres  artistes lesbiennes et bisexuelles. Dans les années 1900, elle effectue des tournées à l'international. Elle émigre ensuite aux États-Unis, où elle joue dans des vaudevilles et music-halls.

## Biographie
May Belfort nait May ou Maisie Egan en Irlande vers 1873,, peut-être à dans le comté de Mayo ou à Dún Laoghaire. Elle suit une éducation religieuse, dans des couvents, d'abord en Irlande, puis en France.

### Carrière musicale
May Egan et fait ses débuts comme danseuse sur la scène londonienne en 1889, dans une adaptation du roman East Lynne (en), sous le nom de scène de May Belfort,. L'accueil critique de sa performance est positif. Elle se fait connaître par sa capacité à chanter en anglais et en français, ainsi que pour ses compétences en pantomime et en danse, notamment en jig écossaise.
L'une de ses chansons les plus populaires est Daddy Wouldn't Buy Me a Bow Wow (en), une chanson humoristique dont le texte possède un double-sens érotique, qu'elle interprète dans une tenue enfantine, tenant un chat noir,. Son répertoire, franco-anglais, comprend également des comptines, des berceuses et des chansons traditionnelles irlandaises,.
En 1893, May Belfort fait ses débuts parisiens, en première partie du bal de l'Orphelinat des arts au mois d'avril, où elle danse la gigue,, puis à l'Olympia et au Jardin de Paris pendant l'été,. Au mois de mai, son portrait est affiché en vitrine d'un photographe du Figaro. L'année suivante, elle chante au Parisiana. Le quotidien La Presse note qu'elle reçoit « le plus vif succès ».
En 1895, May Belfort se produit de nouveau à Paris dans plusieurs cafés-concerts : les Décadents, l'Eden-Concert, Le Jardin de Paris et le Parisiana,. En 1896, elle chante au Concert Duclerc, 16 bis rue de la Fontaine. En 1898, elle donne une tournée au London Pavilion en février, et dans le sud de l'Angleterre en mars. Elle joue de nouveau à Londres en 1901 et en 1904, pendant six semaines d'affilée,.
Au cours de sa carrière, May Belfort se produit également à Johannesburg, Dublin, New York et Saint-Pétersbourg. En 1904, elle effectue une tournée au Cap. En 1905, elle joue à Boston.

### Fin de vie
Au début du xxe siècle, May Belfort émigre aux États-Unis. Elle y joue dans des vaudevilles et des music-halls, et épouse James Mudge, président de l'organisation White Rats of America (en). Elle donne sa dernière représentation dans Les Rivaux, avec la compagnie Community Players, puis quitte la scène à cause de problèmes de santé.
Suite à de mauvais placements financiers après le décès de son époux, elle meurt dans la pauvreté, à Santa Barbara en Californie, en mars 1929,. À sa mort, la presse américaine l'évoque sous le nom de May Mudge.

### Vie privée
En 1895, May Belfort entretient une relation lesbienne avec la danseuse britannique May Milton, durant la saison où celle-ci travaille au Moulin-Rouge,,, ainsi qu'avec la danseuse française Jane Avril. Elle aurait également eu une liaison avec le peintre Henri de Toulouse-Lautrec,, qui l'aurait surnommée « l'orchidée ».
En décembre 1903, la presse annonce ses fiançailles avec le général Benjamin Viljoen (en), un militaire qui s'est illustré dans la guerre des Boers et qu'elle a rencontré avant le début de la guerre, pour un mariage prévu en février 1904,,,. Viljoen s'avère en réalité déjà marié, nie la rumeur du mariage dans la presse et ne tient pas sa promesse de divorcer. En réaction, May Belfort le bat en public dans la salle de concert du Chicago Coliseum en janvier 1905,.

## Postérité
Henri de Toulouse-Lautrec représente May Belfort à plusieurs reprises en 1895, notamment dans des peintures à l'huile et sur six litographies,. En 1895, il la peint portant un bonnet d'enfant surdimensionné, une robe rouge, et serrant un chat noir dans ses bras, dans une affiche publicitaire pour son spectacle au Petit Casino. L'année suivante, l'affiche remporte un prix à l'exposition d'affiches artistiques de Reims. Elle est pensée pour être affichée aux côtés de celle qu'il réalise pour May Milton. Il est possible que, par ces portraits complémentaires, il ait souhaité symboliser leur liaison.

En 1897, Toulouse-Lautrec la représente à nouveau sur une carte de vœux de Noël, et sur un menu.

Affiche par Pal, 1893.
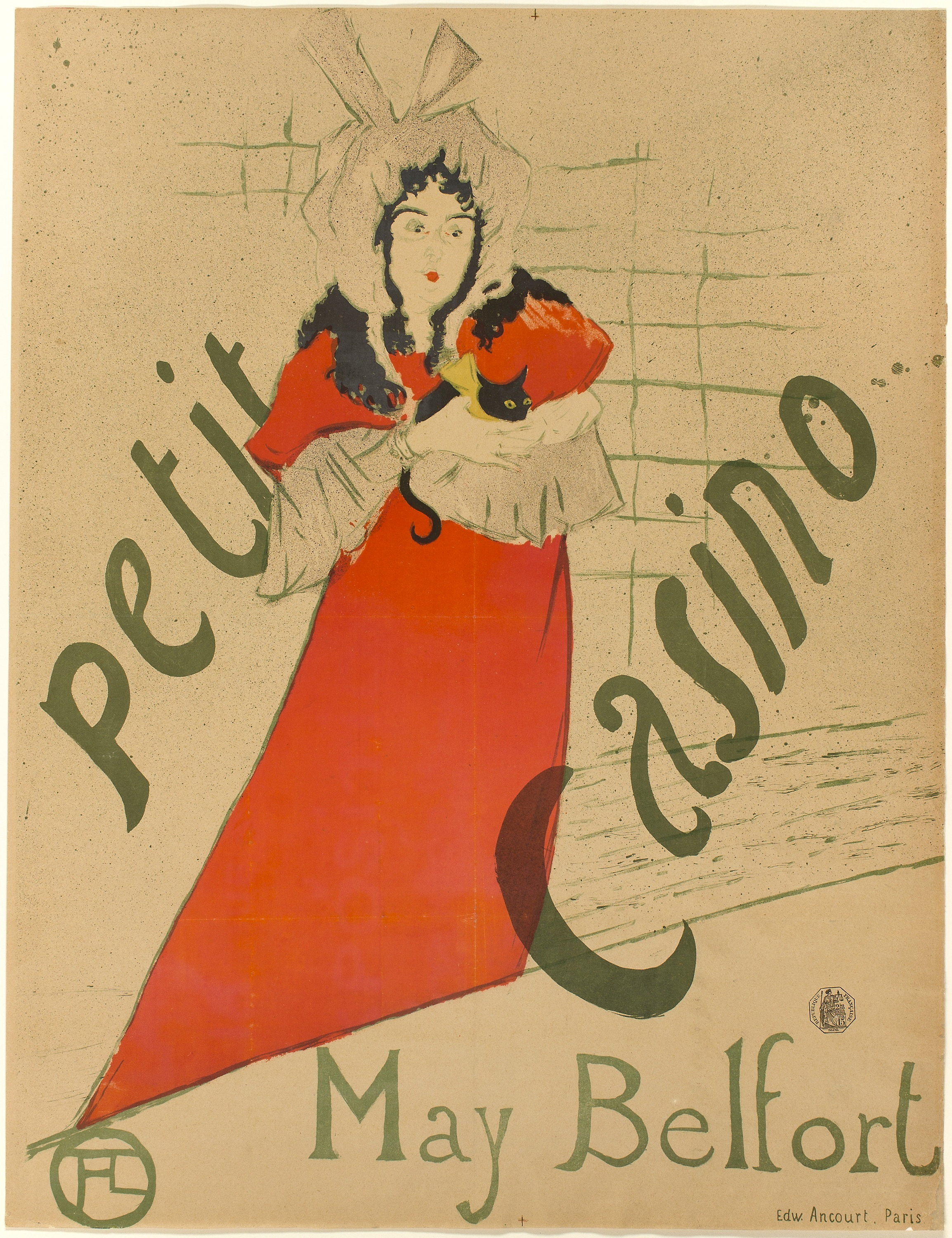
Affiche par Toulouse-Lautrec, 1895.
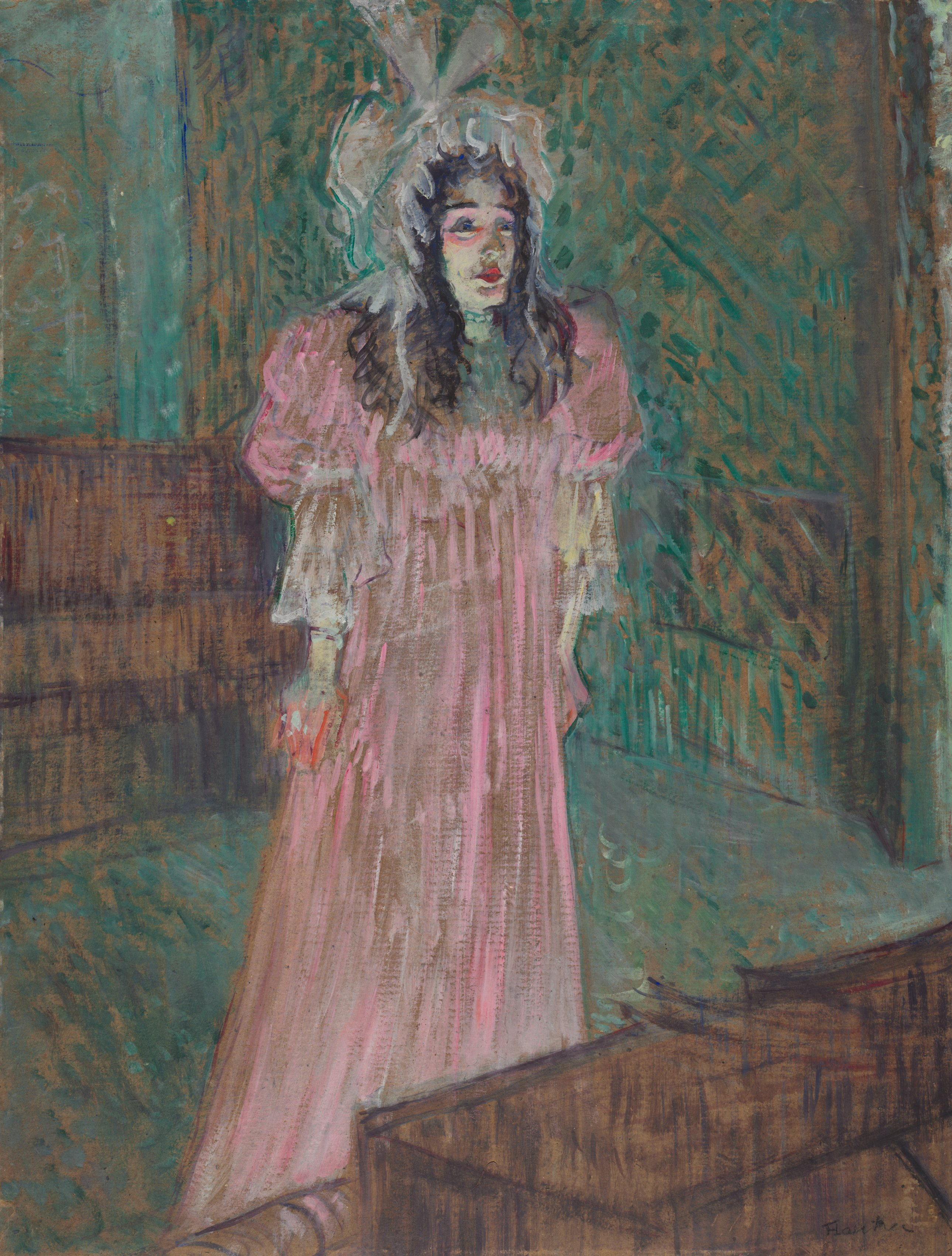
Peinture à l'huile par Toulouse-Lautrec, 1895.
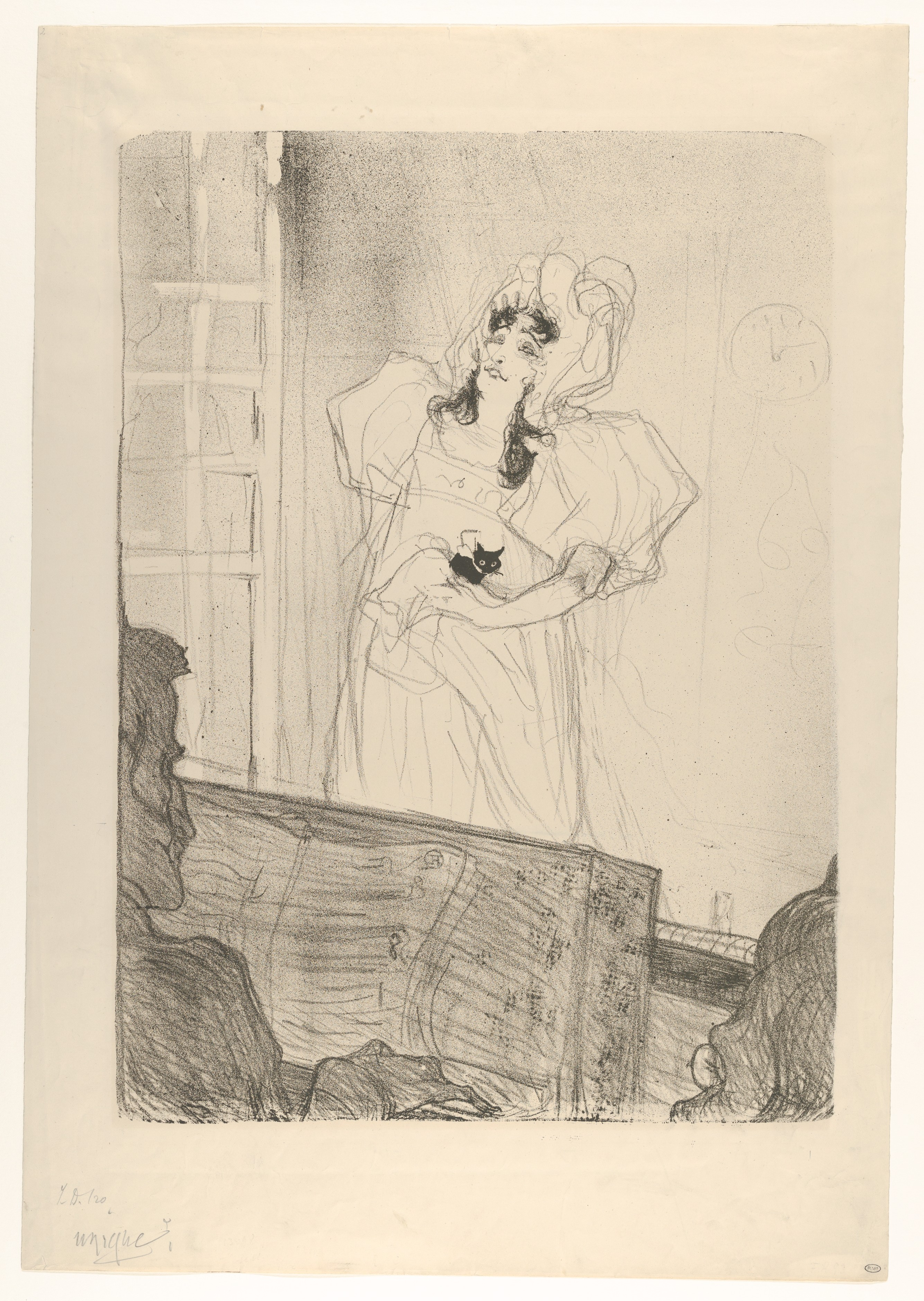
Lithographie par Toulouse-Lautrec, 1895.
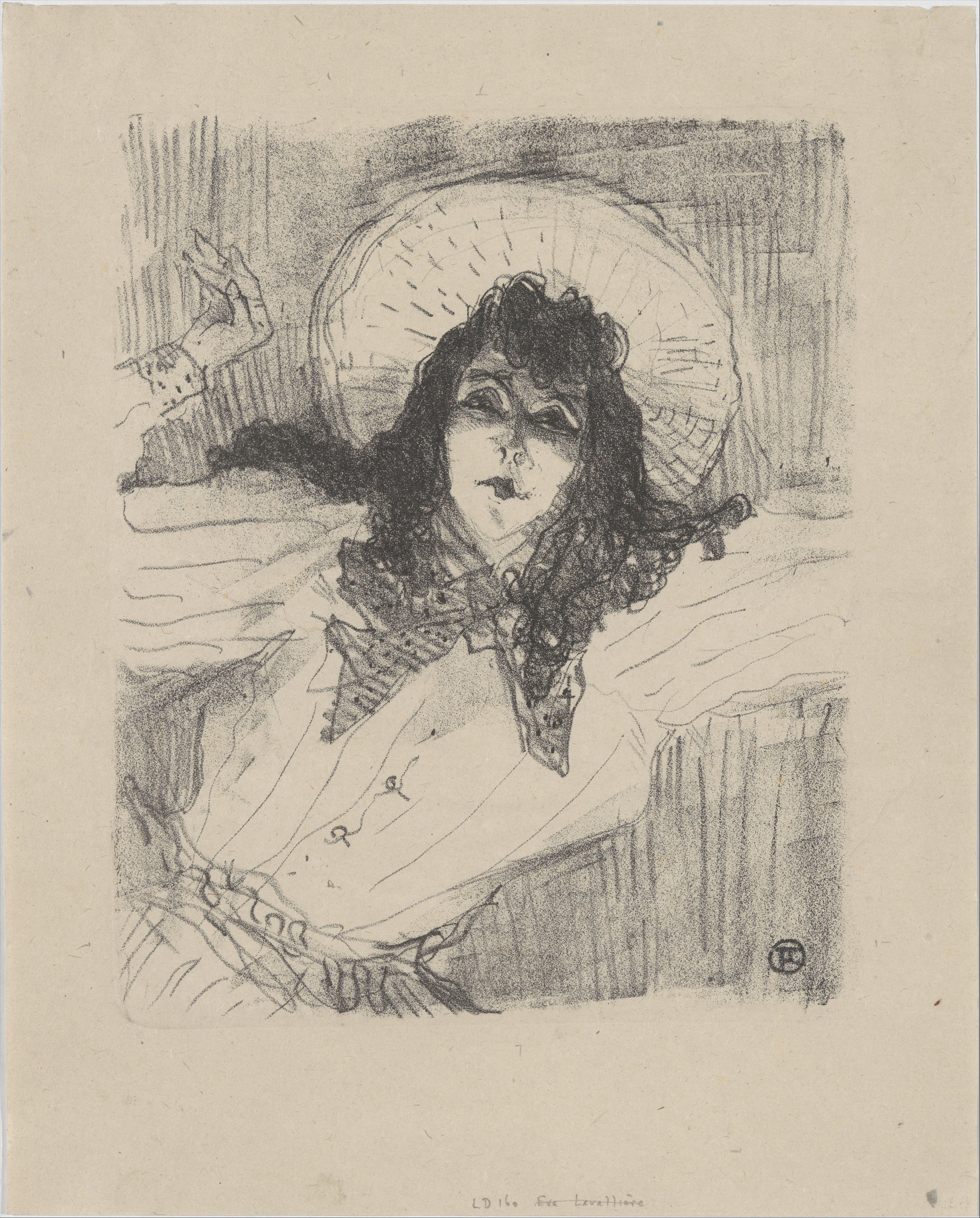
Lithographie de Toulouse-Lautrec, 1898.